# Placido da Silveira
Placido Da Sylveira (Casillas de Còria, (Extremadura), [...?] - [...?], 8 de març, 1736), fou un compositor espanyol.
Fill de Bento da Sylveira, i Simoa de Moraes. Va professar l'institut de l'Ordre Militar de Christo al Reial Thomar el 5 d'abril de 1683. Silveira fou molt expert en contrapunt i en Cerimònies Eclesiàstiques.
Va compondre un Processionale ex Missali, ac Breviario Romano a S. Pio V. raeformatis decerptum. Conimbrica ex Art Regali Collegio. 1721. 4. Hymnos Salms i Motets a diferents veus.